# Église Sainte-Walburge de Bruges
Pour les articles homonymes, voir Église Sainte-Walburge.
L’église Sainte-Walburge, située dans le centre historique de la ville de Bruges (Belgique), est une église baroque du XVIIe siècle. Elle est construite de 1619 à 1643 comme église du collège des jésuites (maintenant disparu).

## Histoire

### La première église Sainte-Walburge
Au coin de l'actuelle Riddersstraat et du côté nord de la Sint-Walburgastraat se trouvait une chapelle comtale. Selon la légende, cette chapelle aurait été fondée par sainte Walburge en 745, alors qu'elle était en route, avec saint Boniface, du royaume de Wessex à la Thuringe.

En 1239, la paroisse Sainte-Walburge est fondée à Bruges et la chapelle est élevée au rang d'église paroissiale. Un clocher d'église est construit. Au XVe siècle, la chapelle est considérablement agrandie pour devenir une église à trois nefs. 

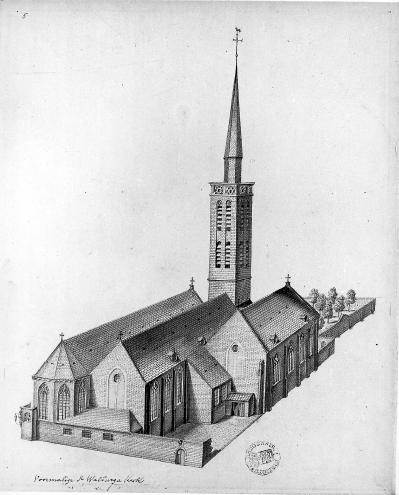
L'ancienne église Sainte-Walburge

En 1781, l'ancienne église Sainte-Walburge est démolie. Elle avait déjà été remplacée comme église paroissiale par l'ancienne église des Jésuites depuis 1778.

### L'église saint François-Xavier
L'église actuelle a été construite entre 1619 et 1643 selon les plans du frère jésuite de Bruges Pierre Huyssens (1577-1637). Son père était maître maçon et Huyssens lui-même fut admis comme maître dans la corporation des maçons avant de rejoindre les Jésuites en 1596.
Après avoir contribué à la construction d'églises jésuites à Maastricht, Anvers, Bruxelles ou Malines, il fut chargé en 1618 de construire une église à Bruges, au profit de la communauté jésuite et du collège associé. L'église fut consacrée en 1642.
L'église est dédiée à l'un des premiers saints jésuites, saint François Xavier, et sert jusqu'à l'abolition de l'ordre des Jésuites en 1773. L'église ferme et rouvre en 1778, cette fois comme église paroissiale pour la paroisse de Sainte-Walburge. Des améliorations ont été apportées, mais la tour prévue, sur le modèle de l’église Saint-Charles-Borromée d'Anvers, n'a jamais été achevée faute d'argent.

## Architecture

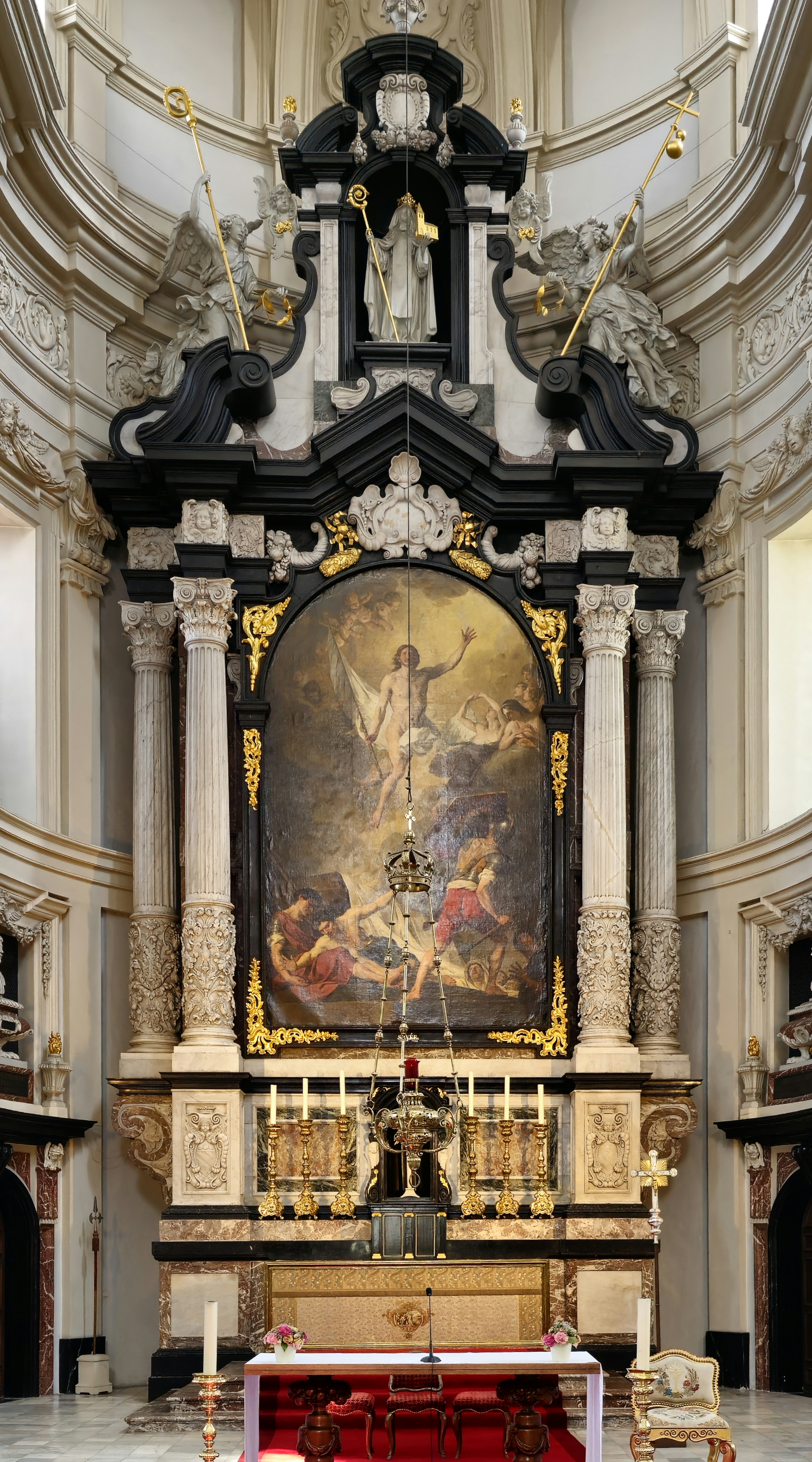
Maître-autel

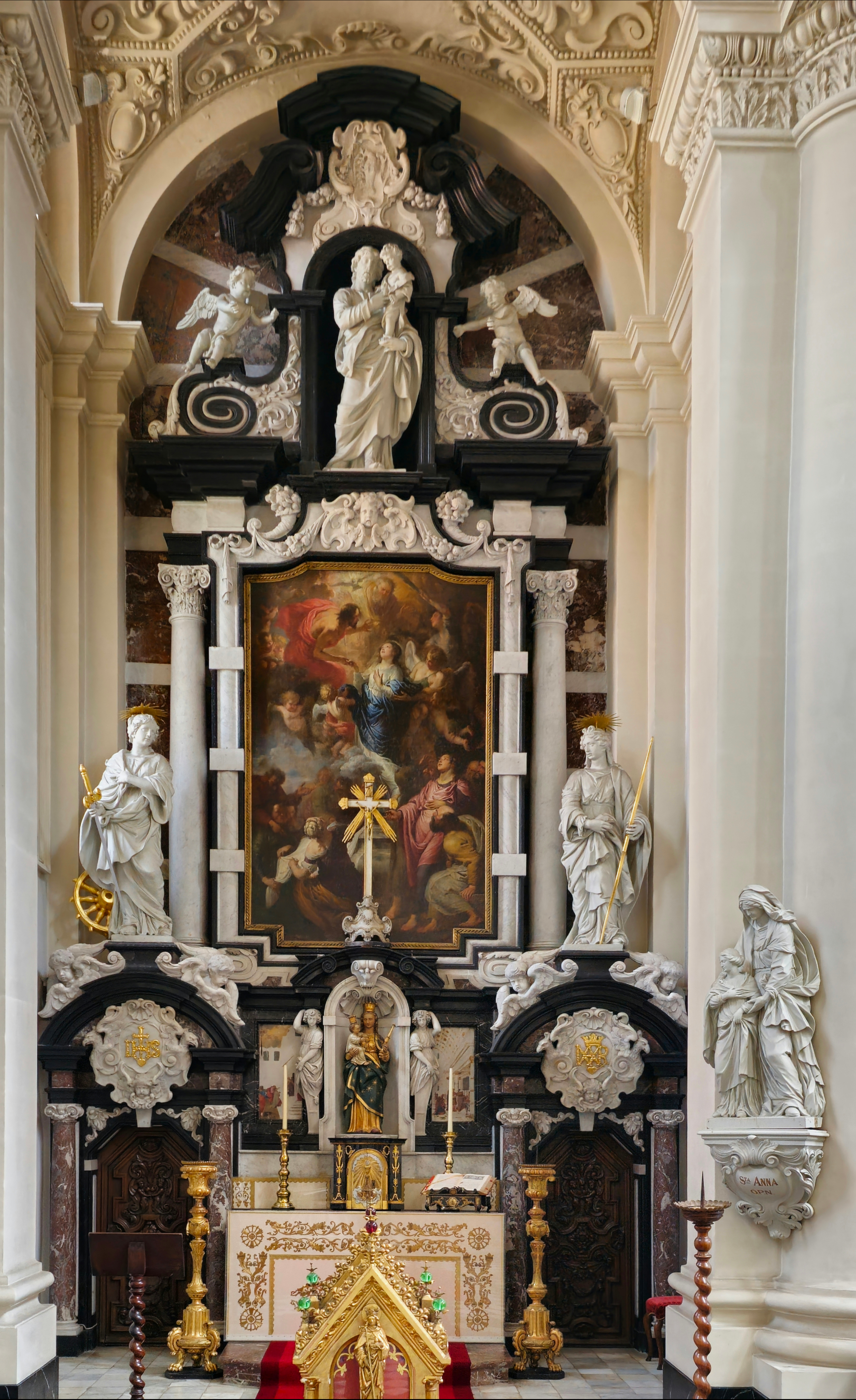
Autel latéral gauche

Le plan d’étage actuel montre une nef à sept travées et un chœur intégré à une seule travée avec abside ; des allées latérales aux extrémités droites ; une crypte; dans le prolongement des bas-côtés, à gauche, une sacristie carrée et deux salles de maître d'église, à droite le bas-côté et la chapelle. Au niveau de la première travée des bas-côtés se trouvent des dépendances de plan carré avec un baptistère à gauche et l'escalier d'accès à la galerie à droite.
L'église est un bâtiment en brique, on remarque cependant l’utilisation de grès pour le revêtement de façade, comme matériau de restauration. À l'intérieur, de la pierre blanche de Balegem a été utilisée au premier étage et du grès pour les étages supérieurs ; les murs de briques sont revêtus de grès. L'ensemble du bâtiment est doté de toits à pignon et en pente, recouverts d'ardoise.
L'accès à l'église se fait par cinq marches flanquées de deux rampes rondes. La façade ouest montre clairement les influences de l’église du Gesù de Rome (probablement inspirée du séjour de Huyssens à Rome de 1626 à 1628), entre autres par sa structure en deux parties, mais aussi avec des proportions abruptes et une élaboration sculpturale. Une haute sous-structure est dotée de pilastres d'angle structurés rythmiquement et de pilastres à colonnes de trois quarts, des deux côtés de la nef centrale, le tout avec des bases profilées et des chapiteaux corinthiens  finement travaillés ; la corniche en encorbellement porte la date de la consécration 1643. La partie centrale surélevée est conçue avec une élévation comparable sous un entablement fortement profilé et cannelé, qui est surmonté d'un pignon triangulaire brisé entre des vases décoratifs et un crucifix en bronze du XIXe siècle. Les ailes latérales  sont ornées de volutes décoratives et de couronnes de candélabres. Le Portique présente des chapiteaux et un fronton, interrompus par une niche avec la statue de saint François Xavier (copie des années 1970).
Sur l'archivolte de l'entrée en arc se trouve l'inscription « Den Saint Franciscus Xaverius special patroon tegen de peste / aennemen door het magitraet der stad Brugge ten jaere 1666 » (Saint François Xavier, patron spécial contre la peste / accepté par le maire de la ville de Bruges en 1666) et sur l'architrave couronnante une frise décorée d'un cartouche avec l'inscription « D.O.M. / et / S.Francisco Xaverio / sacrum ». Sur les bas-côtés, sur le socle, se trouvent des marques de tailleurs de pierre de la première moitié du XVIIe siècle, dont certaines peuvent être identifiées avec la famille Nopère (Arquennes). On remarque également une niche cintrée dans un cadre profilé avec une clé de voûte en forme de coquille sous une corniche ; mais aussi une fenêtre rectangulaire dans un encadrement mouluré à volutes et un fronton semi-circulaire sur consoles cannelées.
Le bâtiment en brique attenant possède une clé de voûte et un pignon semi-circulaire couronné de consoles rainurées. Les pierres angulaires sont naturelles. Les fenêtres rectangulaires sont conçues avec des poignées, des plinthes et des bandes d’avant-toit, le pignon latéral gauche est conçu avec un oculus, le pignon arrière avec des fenêtres analogues au pignon avant ; ceux-ci montrent des raccords en fer pour le verre coloré. Les murs latéraux – visibles depuis la rue Hoornstraat – sont soutenus par des contreforts de pierres angulaires naturelle au niveau de l’allée latérale.